# Carex obovatosquamata
Carex obovatosquamata är en halvgräsart som beskrevs av Fa Tsuan Wang, Yui Liang Chang och Pei Chun Qiong Li. Carex obovatosquamata ingår i släktet starrar, och familjen halvgräs. Inga underarter finns listade i Catalogue of Life.